# Kor Royal Cup 2013
Der Kor Royal Cup 2013 (thailändisch ฟุตบอลถ้วยพระราชทาน 2556) war die 78. offizielle Ausspielung des Wettbewerbs und wurde am 23. Februar 2013 zwischen dem thailändischen Meister Muangthong United sowie dem FA Cup Sieger Buriram United ausgetragen. Das Spiel fand im Suphachalasai Stadium in der thailändischen Hauptstadt Bangkok statt. Buriram United gewann das Spiel durch die Tore des Chilenen Ramsés Bustos mit 2:0.

## Spielstatistik
| Paarung           | Muangthong United – Buriram United |
| Ergebnis          | 0:2 (0:1) |
| Datum             | 23. Februar 2013 um 17:00 Uhr |
| Stadion           | Suphachalasai Stadium, Bangkok |
| Schiedsrichter    | Kim Sang-Woo ( Südkorea) |
| Tore              | 0:1 Ramsés Bustos (4.) 0:2 Ramsés Bustos (82.) |
| Muangthong United | Weera Koedpudsa – Piyaphon Phanichakul (77. Sarawut Masuk), Kim Yoo-Jin, Panupong Wongsa, Mongkol Namnuad – Jakkapan Pornsai (65. Atit Daosawang), Pichitphong Choeichiu , Pak Nam-chol (79. Siwakorn Chakkuprasart) – Mario Gjurovski, Teerasil Dangda, Roland Linz Cheftrainer: Slaviša Jokanović ( Serbien) |
| Buriram United    | Siwarak Tedsungnoen – Suree Sukha (81. Jirawat Makarom), Pratum Chuthong, Osmar Ibáñez , Theerathon Bunmathan – Anawin Jujeen (68. Suchao Nuchnum), Surat Sukha, Charyl Chappuis, Kai Hirano – Carmelo González (56. Anthony Ampaipitakwong), Ramsés Bustos Cheftrainer: Attaphol Buspakom                     |
| Gelbe Karten      | Teerasil Dangda (10.), Panupong Wongsa (28.), Mongkol Namnuad (30.), Mario Gjurovski (70.), Atit Daosawang (88.) – Charyl Chappuis (22.), Carmelo González (25.), smar Ibáñez (56.), Ramsés Bustos (73.) |
| Platzverweise     | Mongkol Namnuad (60.) – keine |

### Auswechselspieler
| Auswechselspieler | Auswechselspieler |
| --- | --- |
| Muangthong United | Buriram United |
| - Umarin Yaodam - Visanusak Kaewruang - Atit Daosawang ▲ (65.) - Ri Kwang-chon - Thritthi Nonsrichai - Thitipan Puangchan - Weerawut Kayem - Datsakorn Thonglao - Siwakorn Chakkuprasart ▲ (79.) - Sarawut Masuk ▲ (77.) - Chainarong Tathong - Napat Thamrongsupakorn | - Yotsapon Teangdar - Tanasak Srisai - Chitipat Tanklang - Adit Phataraprasit - Suchao Nuchnum ▲ (68.) - Ekkachai Sumrei - Jirawat Makarom ▲ (81.) - Attapong Nooprom - Adisak Kraisorn - Anthony Ampaipitakwong ▲ (56.) - Dennis Buschening - Suriya Domtaisong |